# Kaz Air Trans
Kaz Air Trans ist eine kasachische Fluggesellschaft mit Sitz in Astana und Basis auf dem Flughafen Astana.

## Geschichte
Kaz Air Trans wurde 2008 gegründet und stand bis 8. Dezember 2016 auf der Liste von Fluggesellschaften mit Betriebsverbot in der Europäischen Union.

## Flotte
Mit Stand Juli 2022 besteht die Flotte der Kaz Air Trans aus einer 42 Jahre alten Tupolew Tu-134A-3, die derzeit inaktiv ist.